# Oljasi
Oljasi is een plaats in de gemeente Velika in de Kroatische provincie Požega-Slavonië. De plaats telt 59 inwoners (2001).